# 정성현 (배구 선수)
정성현(1991년 5월 18일 ~ )은 대한민국의 남자 배구 선수이며, 안산 OK저축은행 러시앤캐시의 선수이다. 2013-2014 신인 드래프트에서 전체 6순위로 안산 OK저축은행 러시앤캐시에 입단하였다.
째려보듯 쳐다볼 때가 있는데 정성현선수는 그냥 쳐다보는 거라고 함. 눈매가 매섭게 생겨 그냥 쳐다보는 데도 처음보는 팬들은 무서워한다고 한다.
배구를 시작하게 된 이유는 반에 배구부가 없어 시작하게 되었다.

## 안산 OK저축은행 러시앤캐시시절
신생팀이였던 팀에 데뷔 시즌부터 주전 리베로 자리를 차지하였다. 주로 공격외에 모든 것을 담당한다.
FA시즌을 앞두고 2017-2018시즌 종료후 상무에 지원하여 합격하였다.
군입대전 연봉 2억원에 재계약을 하였다.
2019년 12월 6일 전역하였다

## 출신 학교
- 대구서부초등학교
- 성지중학교
- 성지고등학교
- 홍익대학교 10학번